# Copa de Islas Feroe 2014
La Copa de las Islas Feroe 2014 O Løgmanssteypid 2014 fue la 59.ª edición del torneo Copa de las Islas Feroe, en la que participaron 18 clubes. El torneo empezó con la ronda preliminar el 15 de marzo de 2014 y concluyó el 30 de marzo con la final en el estadio Tórsvøllur en la que el Víkingur Gøta se impuso por 1 a 0 al HB Tórshavn; logrando su tercera copa consecutiva y una plaza para la Liga Europea de la UEFA 2015-16.

## Ronda Preliminar
| Equipo 1      | Resultado | Equipo 2 |
| ------------- | --------- | -------- |
| Undrid        | 2:1       | MB       |
| Giza / Hoyvík | 2:0       | B71      |

## Octavos de final
| Equipo 1        | Resultado | Equipo 2     |
| --------------- | --------- | ------------ |
| Suduroy         | 0:4       | NSÍ Runavík  |
| AB              | (P) 1:1   | TB Tvøroyri  |
| Víkingur Gøta   | 2:0       | Skála ÍF     |
| B68 Toftir      | 8:0       | Royn         |
| KÍ Klaksvík     | 5:0       | 07 Vestur    |
| Giza/Hoyvík     | 1:6       | EB/Streymur  |
| ÍF Fuglafjørður | 14:1      | Undrid       |
| HB Tórshavn     | 3:2       | B36 Tórshavn |

## Cuartos de final
| Equipo 1      | Resultado | Equipo 2        |
| ------------- | --------- | --------------- |
| AB            | 0:2       | HB Tórshavn     |
| Víkingur Gøta | 3:0       | KÍ Klaksvík     |
| EB/Streymur   | (Pr) 4:3  | NSÍ Runavík     |
| B68 Toftir    | 4:3       | ÍF Fuglafjørður |

## Semifinales
| Equipo local ida | Resultado | Equipo visitante ida | Ida | Vuelta |
| ---------------- | --------- | -------------------- | --- | ------ |
| HB Tórshavn      | 2:0       | B68 Toftir           | 1:0 | 1:0    |
| EB/Streymur      | 3:4       | Víkingur Gøta        | 2:0 | 1:4    |

## Final
| Equipo 1    | Resultado | Equipo 2       |
| ----------- | --------- | -------------- |
| HB Tórshavn | 0:1       | Víkingur Gøta. |

|                                 |
| Campeón Víkingur Gøta 4° título |